# Witold Pruszkowski
Witold Pruszkowski (ur. 14 stycznia 1846 w Czeczelniku koło Berszadu, zm. 10 października 1896 w Budapeszcie) – polski malarz i rysownik.

## Życiorys
Witold Pruszkowski urodził się w Czeczelniku koło Berszadu, dzieciństwo spędził w Odessie i Kijowie. Uczył się malarstwa i rysunku początkowo w Paryżu u Tadeusza Goreckiego, zięcia Adama Mickiewicza. W latach 1868–1872 studiował w Akademii Sztuk Pięknych w Monachium (14 V 1868 r. zgłosił się do Antikenklasse), w latach 1872–1875 u Jana Matejki w Szkole Sztuk Pięknych w Krakowie. W 1882 osiadł w Mnikowie pod Krakowem. Wraz z bratem podróżował po Algierze, Tunezji i Włoszech. Swoje prace regularnie wystawiał w Krakowie, Warszawie i Lwowie. W 1892 został przewodniczącym komitetu budowy pomnika Artura Grottgera.
Malował wiejskie sceny rodzajowe, obrazy o tematyce z baśni, legend i wierzeń ludowych, łączące realistyczny sposób przedstawiania z romantyczną fantastyką i nastrojowością, a także poetyckie wizje inspirowane dziełami Słowackiego, Krasińskiego i Chopina oraz subtelne, melancholijne pejzaże. Tworzył wnikliwe i niekonwencjonalne portrety. Oprócz techniki olejnej posługiwał się pastelami.
Przed śmiercią przez kilka lat chorował. Znaleziono go na dworcu w Budapeszcie po tym, jak bez słowa zniknął, odwiedzając rodzinę w Kołomyi, po dwóch dniach zmarł w szpitalu.
Jednym z najbardziej znanych obrazów Pruszkowskiego jest Na zesłanie w Sybir (nazywany też Pochód na Sybir) z ok. 1893 roku. Obraz znajdujący się do końca II wojny światowej w polskich zbiorach we Lwowie po zakończeniu działań wojennych został umieszczony (wraz z innymi bezcennymi przedmiotami dziedzictwa polskiego) we Lwowskiej Galerii Sztuki.
W 1894 otrzymał od komitetu Wystawy Krajowej we Lwowie dyplom honorowy w dziedzinie sztuka, obrazy, rzeźby.

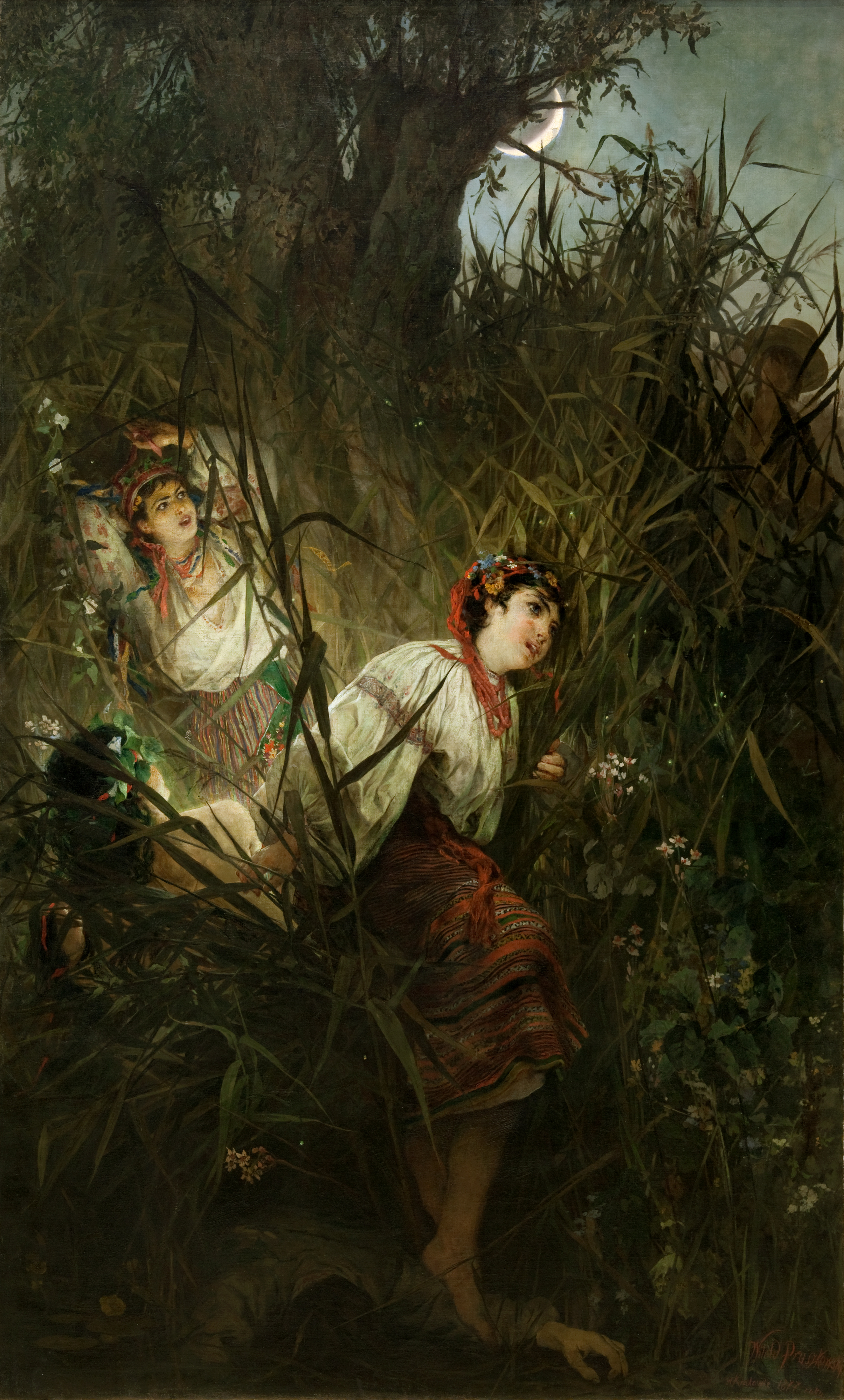
Rusałki, 1877
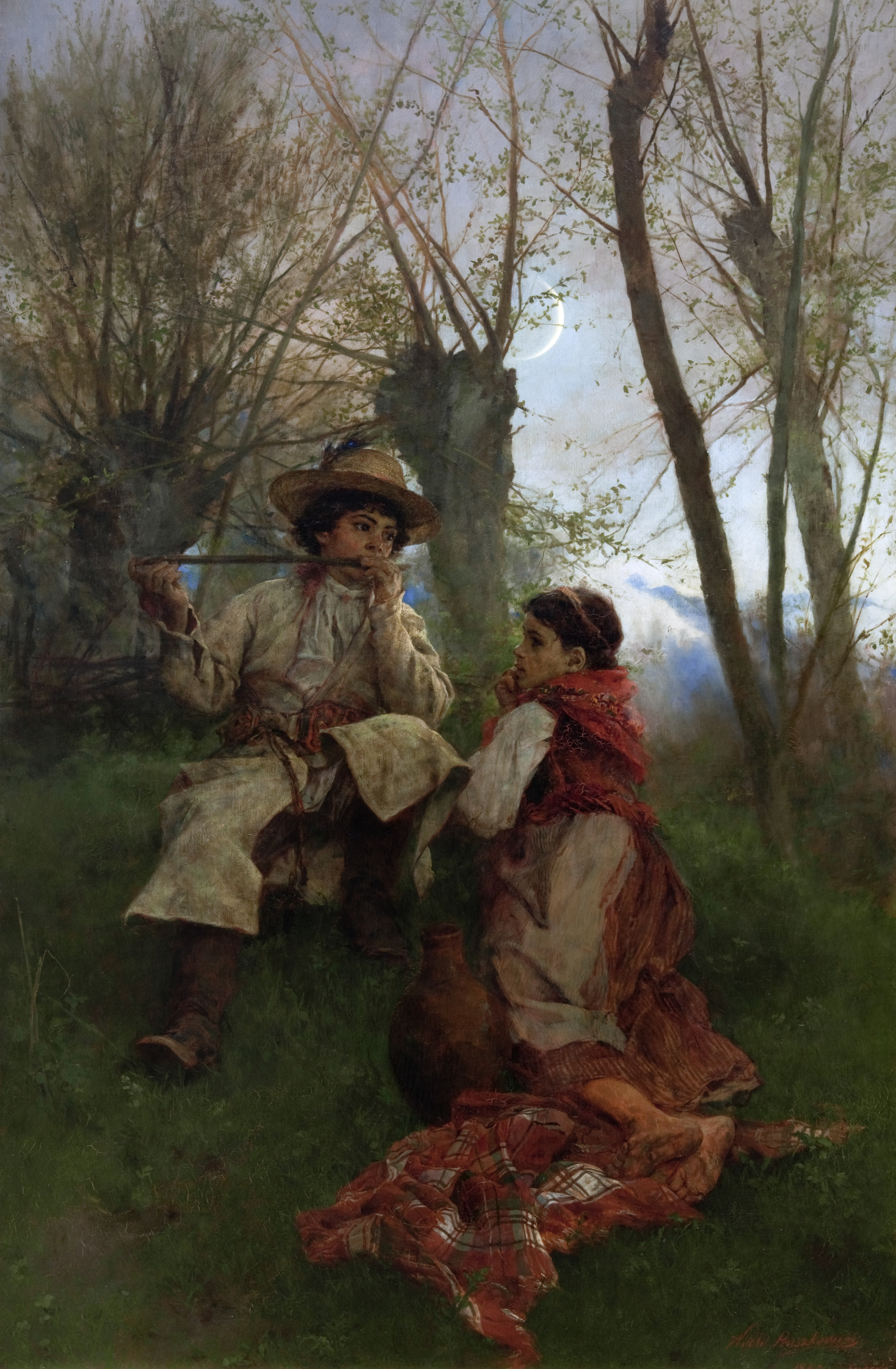
Sielanka, 1880
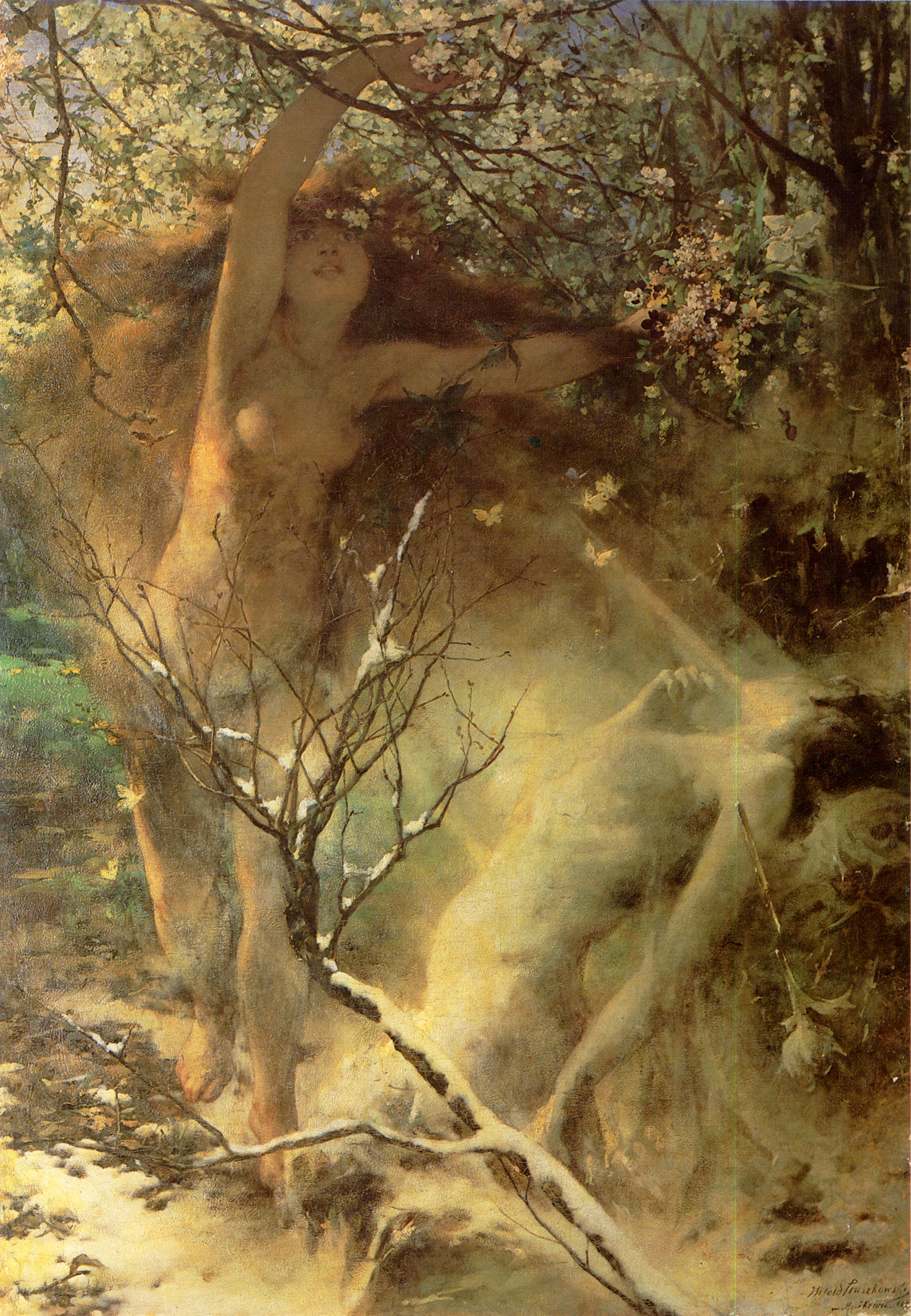
Wiosna, 1887
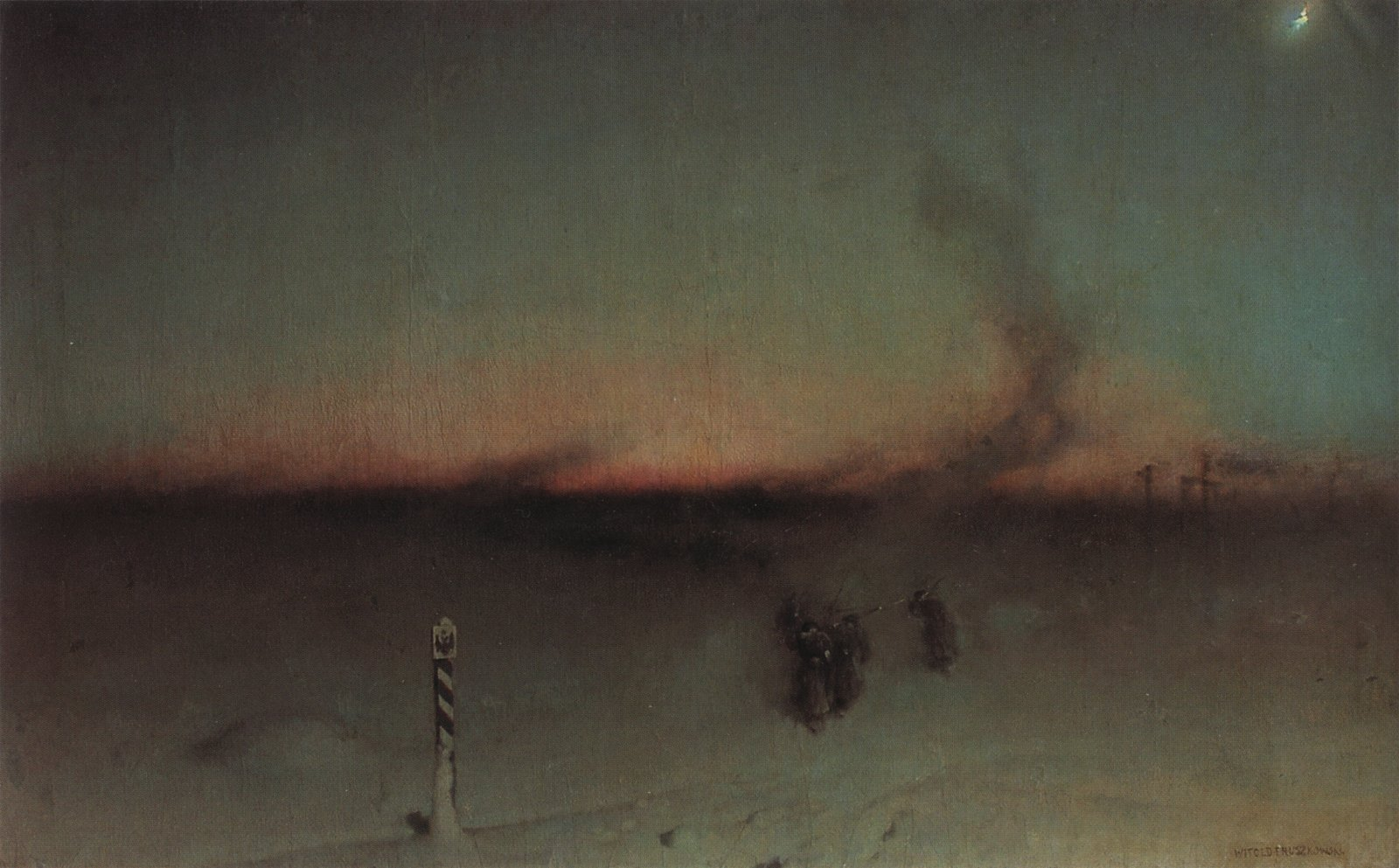
Na zesłanie w Sybir, 1893